# 博諾 (印地安納州勞倫斯縣)
博諾（英語：Bono）是位於美國印地安納州勞倫斯縣的一個非建制地區。該地的面積和人口皆未知。